# セント・オールバンズ (戦列艦・4代)
セント・オールバンズ（HMS St Albans）はイギリス海軍のセント・オールバンズ級64門3等戦列艦のネームシップ。1764年9月12日にブラックウォールで進水した。
1803年に浮き砲台となり、1814年に解体された。